# Maureen Forrester
Maureen Kathleen Stewart Forrester (Montreal, Quebec, 25 de julho de 1930 - Toronto, 16 de junho de 2010) foi uma contralto canadense que ficou particularmente conhecida como uma intérprete de Mahler e Brahms.

## Biografia
Nasceu em Montreal, Quebec, numa família de quatro irmãos e cresceu num bairro pobre. Aos 13 anos, ela abandonou a escola para ajudar no sustento da família, trabalhando como secretária na Bell Telephone.
Forrester teve aulas de canto com Sally Martin, Frank Rowe e o barítono Bernard Diamant. Em 1953, deu o seu primeiro recital no YWCA acompanhada pelo pianista John Newmark que passou a ser seu colaborador durante um longo período de sua carreira. Ela excursionou extensivamente pelo Canadá e Europa com o grupo Jeunesses Musicales. 
Sua estreia nas salas de concerto foi com a Nona Sinfonia de Beethoven, conduzido por Otto Klemperer. Maureen Forrester fez sua estréia em Nova Iorque no The Town Hall em 1956. Nesse mesmo ano, Bruno Walter, maestro e compositor alemão, a convidou para cantar, ele estava procurando uma contralto para uma performance e gravação da Sinfonia n º 2 -Sinfonia da Ressurreição- de Mahler. Em 1957, ela realizou uma performance acompanhada pela Orquestra Filarmônica de Nova Iorque na despedida de Walter.

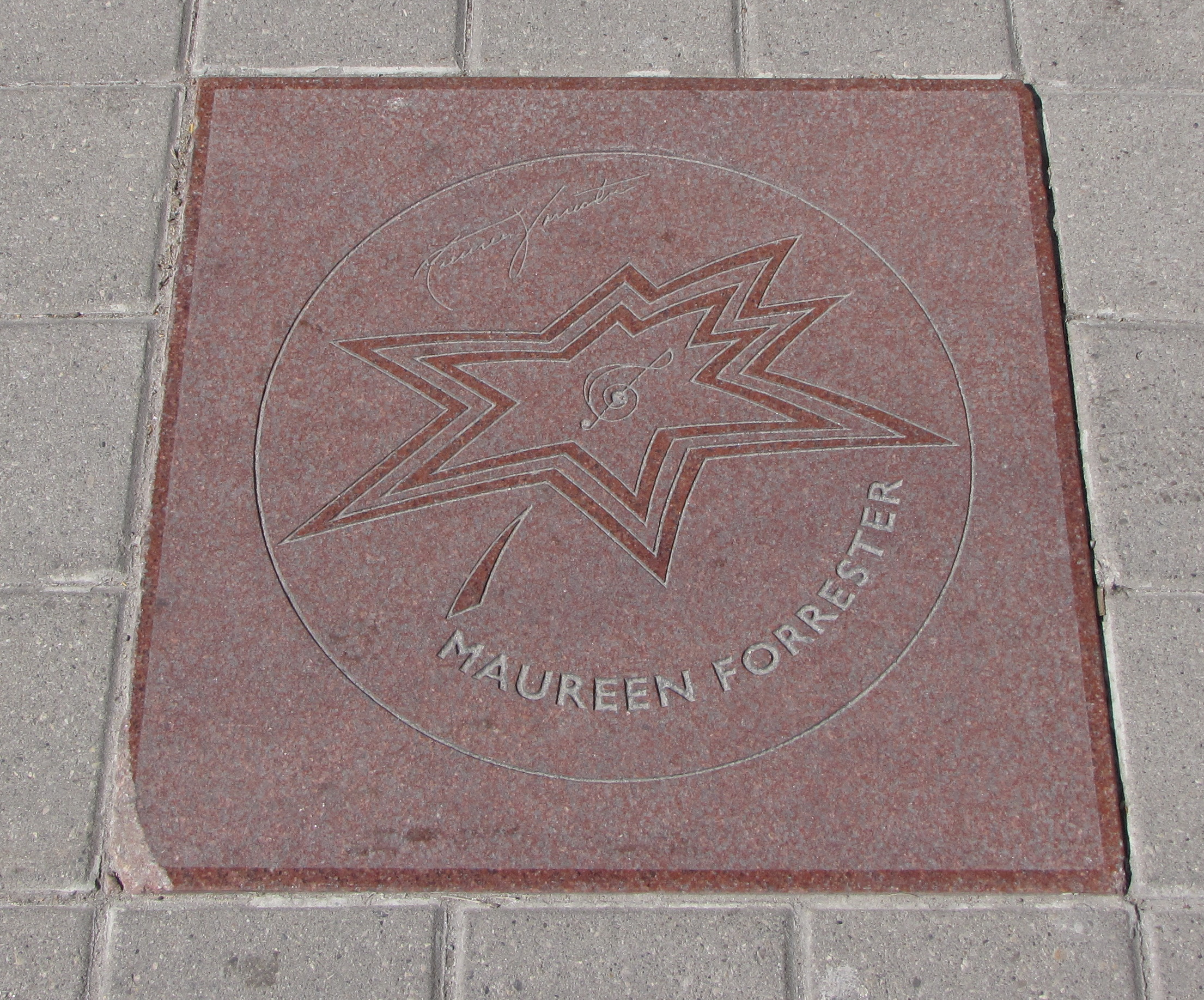
Estrela de Maureen Forrester na Calçada da Fama do Canadá.

A dicção alemã que Forrester possuía era considerada excelente e o seu senso dramático também era admirado. 
Suas atuações em óperas eram preferencialmente em papéis de caráter para mezzosoprano e contralto como Ulrica em Un ballo in maschera, Herodíades em Salomé e Klytämnestra em Elektra, obra de Richard Strauss, Erda em Das Rheingold e Fricka em Die Walküre.
Forrester também forneceu a voz da personagem Bianca Castafiore na série de televisão As Aventuras de Tintin.
Trabalhou com diretores como John Barbirolli, Thomas Beecham, Eugene Ormandy, Herbert von Karajan, Fritz Reiner, Malcolm Sargent, Leonard Bernstein, George Szell, Josef Krips, James Levine e Seiji Ozawa.
Foi casada com o maestro Eugene Kash, com quem teve cinco filhos, entre eles os atores Linda Kash e Daniel Kash.
Maureen Forrester morreu em 16 de junho de 2010 em Toronto aos 79 anos.